# Васильевка (Оконешниковский район)
Васильевка — деревня в Оконешниковском районе Омской области России. Входит в состав Красовского сельского поселения.

## История
Основана в 1911 году. В 1928 г. состояла из 48 хозяйств, основное население — украинцы. В составе Кирсановского сельсовета Калачинского района Омского округа Сибирского края.
В соответствии с Законом Омской области от 30 июля 2004 года № 548-ОЗ «О границах и статусе муниципальных образований Омской области» деревня вошла в состав образованного муниципального образования «Красовское сельское поселение». 

## География
Расположена на юго-востоке региона, в пределах Западно-Сибирской равнины,

## Население
| 2002 | 2010 |
| ---- | ---- |
| 106  | ↘22  |

## Инфраструктура
Личное подсобное хозяйство.

## Транспорт
Просёлочные дороги. 